# Ferri Somogyi
 (décembre 2018).
Si vous disposez d'ouvrages ou d'articles de référence ou si vous connaissez des sites web de qualité traitant du thème abordé ici, merci de compléter l'article en donnant les références utiles à sa vérifiabilité et en les liant à la section « Notes et références ».
Ferri Somogyi, né Ferenc Imre Somogyi le 3 juin 1973 à Hilversum, est un acteur et disc jockey néerlandais.

## Filmographie

### Téléfilms et participations à des émissions télévisées
- Depuis 1995 : Goede Tijden, Slechte Tijden : Rik de Jong
- 1998 : Baantjer : Dennis Bouwman (1998)
- 1998 : De garage : Rôle inconnu
- 1998 : Bon bini beach (nl) : Rôle inconnu
- 1998 : Het glazen huis (nl) : Rôle inconnu
- 2007 : Hotel Big Brother (nl) : Participant
- 2011 : Fort Boyard : Participant
- 2015 : Flikken Maastricht : Nico Langedam

### Cinéma
- 1999 : Jezus is een Palestijn (nl): Rôle inconnu
- 2012 : Sint & Diego: de magische bron van Myra (nl) : Vader van Madelief
- 2015 : Zeeuws Meisje : Rôle inconnu